# Sakurada Takeshi
Sakurada Takeshi (japanisch 桜田 武; geboren 17. März 1904 in Akasaka (赤坂村) in der Präfektur Hiroshima; gestorben 29. April 1985 in Tōkyō) war ein japanischer Unternehmer. Er war einer der „Vier Himmelskönige der Finanz- und Wirtschaftswelt“ (財界四天王, Zaikai Shitennō) während des Wiederaufbaus nach dem Pazifikkrieg.

## Leben und Wirken
Sakurada Takeshi machte 1926 seinen Studienabschluss an der Universität Tōkyō und begann dann für die Großweberei „Nisshinbō“ (日清紡) zu arbeiten. 1945 wurde er Präsident des Unternehmens, 1964 Vorsitzender des Aufsichtsrats. 
Sakurada war beteiligt an der Gründung des Arbeitgeberverbandes Keidanren. Er wurde Präsident und wurde 1979 bei der Abgabe des Amtes als Ehrenpräsident geehrt. 1968 übernahm er die Leitung der Zeitung Sankei Shimbun und wirkte als Leiter des Komitees zur Vorbereitung der Weltausstellung Expo ’70. Nach dem Tode des Chefs der „Chichibu Cement“ (秩父セメント, jetzt „Taheiyō Cement“ – 太平洋セメント), Moroi Kan’ichi (諸井 貫一, 1896–1968), übernahm er die Leitung der Firma. 1975 war er Direktor der Internationalen Meeresausstellung Okinawa Expo ’75. 1981 wurde er als Ehrenbürger der Stadt Fukuyama geehrt.
Als einer der „Vier Himmelskönige“ unterstützte er Premierminister Ikeda Hayato.